# Omalodes fassli
Omalodes fassli är en skalbaggsart som beskrevs av Heinrich Bickhardt 1911. Omalodes fassli ingår i släktet Omalodes och familjen stumpbaggar. Inga underarter finns listade i Catalogue of Life.